# Augastes
Genre
Augastes est un genre d'oiseaux-mouches (la famille des Trochilidés) de la sous-famille des Polytminae.

## Liste des espèces
D'après la classification de référence (version 2.5, 2010) du Congrès ornithologique international, ce genre est constitué des espèces suivantes (par ordre phylogénique) :
- Augastes scutatus – Colibri superbe
- Augastes lumachella – Colibri lumachelle